# Jessie Daniel Ames
Jessie Harriet Daniel Ames, née le 2 novembre 1883 à Palestine dans l'État du Texas et morte le 21 février 1972 à Austin (Texas) est une Américaine qui s'est fait connaitre par ses actions de militantisme en faveur du droit de vote des femmes, notamment en fondant la section texane de la League of Women Voters (TLWV) dont elle a été la première présidente et par son engagement au sein du mouvement américain des droits civiques en fondant l'Association of Southern Women for the Prevention of Lynching (en) (ASWPL) dont le but est d'amener l'opinion publique à condamner les actes de lynchages commis principalement par des membres ou des sympathisants du Ku Klux Klan.

## Biographie

### Jeunesse et formation
Jessie Harriet Daniel est la troisième des quatre enfants de James Malcolm, un orphelin originaire de Buffalo dans l'État de New York exerçant le métier de répartiteur de train, et de Laura Maria Leonard Daniel, une enseignante originaire de l’Indiana. Quelques mois après sa naissance, la famille Daniel quitte Palestine pour s'installer dans la petite ville ferroviaire d'Overton dans l'État du Texas. Pendant son enfance, Jessie Daniel se sent rejetée par son père qui lui préfère sa sœur aînée « Lulu ». La seule personne de sa famille dont elle se sent proche est la demi-sœur de son père, Annie Sturgis Daniel également connue sous le nom de Anne Daniel (en). Peu encline à jouer les petites filles modèles, elle se lie d'amitié avec les enfants pauvres blancs et afro-américains qui jouent le long de la voie ferrée. En 1893, la famille Daniel emménage à Georgetown. Enfant précoce, après ses études secondaires qu'elle achève à ses 13 ans, Jessie est acceptée par l'Université Southwestern de Georgetown, université affiliée à l'église méthodiste. Dans la section des étudiantes, elle y obtient son Bachelor of Arts (licence) en 1902. La même année, la famille Daniel emménage à Laredo dans le Texas, c'est là que Jessie fait la connaissance de Roger Post Ames, un chirurgien militaire de 13 ans son aîné, ils se marient en 1905,,,,,,.

### Carrière

#### La militante du droit des femmes
Après la mort de son père en 1911 puis de son époux en 1914, qui décède des suites d'une hématurie au Guatémala, Jessie Daniel Ames et sa mère reprennent une entreprise de téléphonie à Georgetown. Ses capacités de gestion, qui permettent un développement de l'entreprise, donnent à Jessie Daniel Ames une confiance en elle-même, le respect de ses concitoyens et une indépendance financière. Dès sa première année de mariage Jessie Daniel Ames découvrant qu'elle ne peut pas disposer de ses biens ni ouvrir un compte bancaire sans l'autorisation de son mari, elle commence à s'intéresser aux droits des femmes, aussi quand en 1916, la Texas Equal Suffrage Association (en) (ESA) lance un appel pour avoir des correspondants locaux, Jessie Daniel Ames se porte candidate et elle est élue présidente de l'ESA de Georgetown. Minnie Fisher Cunningham la présidente de l'ESA au niveau national la prend sous son aile et l'encourage à développer ses actions. Jessie Daniel Ames écrit des articles et est conviée à prendre la parole dans des meetings dans l'ensemble des villes du Texas, elle devient en peu de temps une des leaders de l'ESA avec Minnie Fisher Cunningham et Jane Y. McCallum (en),,,,.

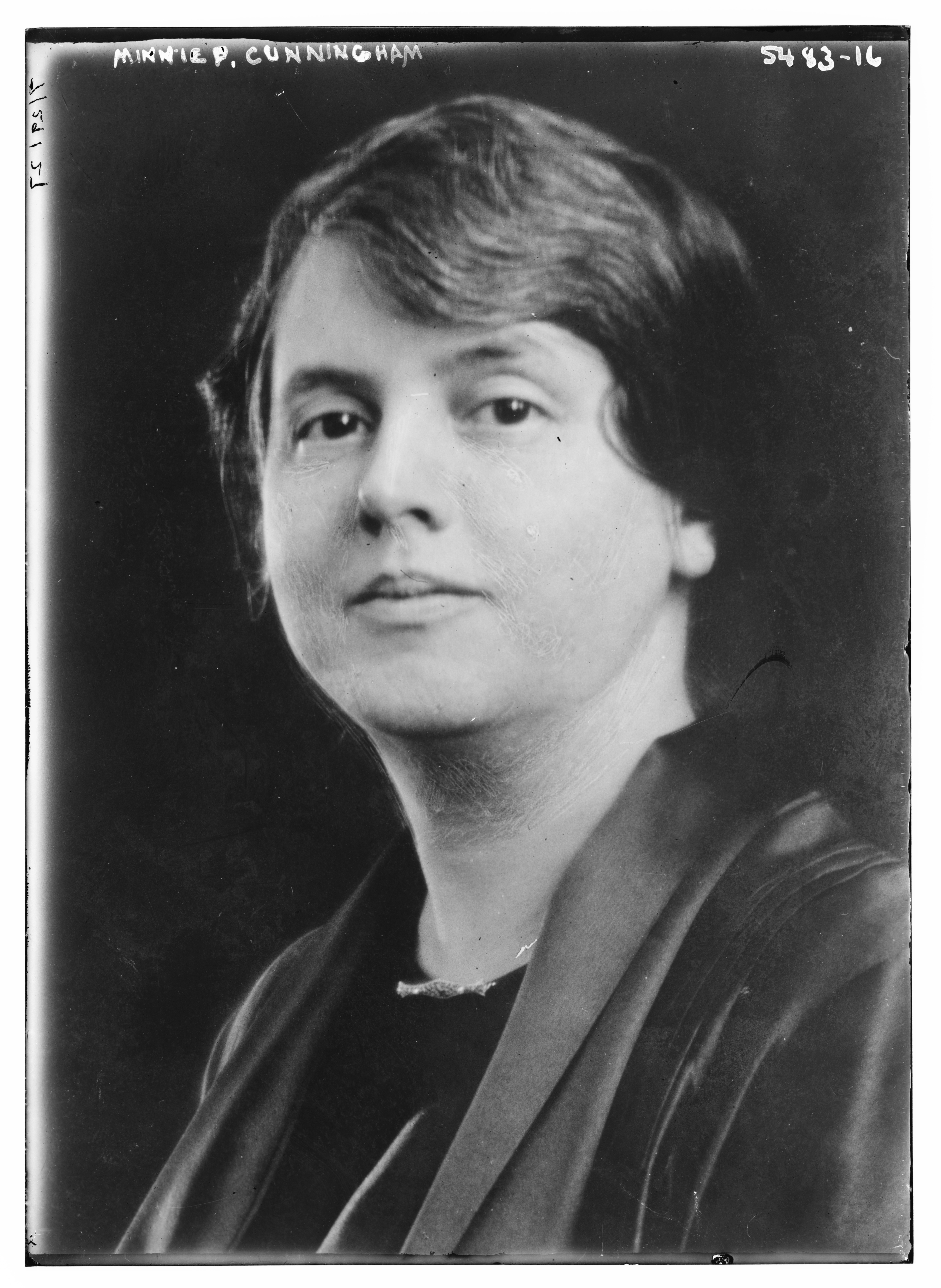
Portrait photographique de Minnie Fisher Cunnigham

En 1916, elle organise une campagne pour soutenir William P. Hobby (en) au poste de gouverneur du Texas, Hobby s'étant engagé à établir le vote des femmes au Texas. En, 1917, Hobby a remporté les élections contre le gouverneur sortant James Edward Ferguson, mais lorsqu'il propose un amendement à la Constitution du Texas pour y inscrire le droit de vote aux femmes, celui-ci est rejeté en mai 1919 par une faible majorité. Lorsque le Sénat des États-Unis fait adopter le dix-neuvième amendement de la Constitution des États-Unis ou amendement Susan B. Anthony le 4 juin 1919, Hobby déclenche une session spéciale de la législature du Texas où il met à l'ordre du jour la question du vote des femmes, l'esprit de l'équité citoyenne étant devenue majoritaire, le Texas ratifie le dix-neuvième amendement le 28 juin 1919, devenant ainsi, le neuvième État de l'Union et le premier État du Sud à le ratifier,,,,,.

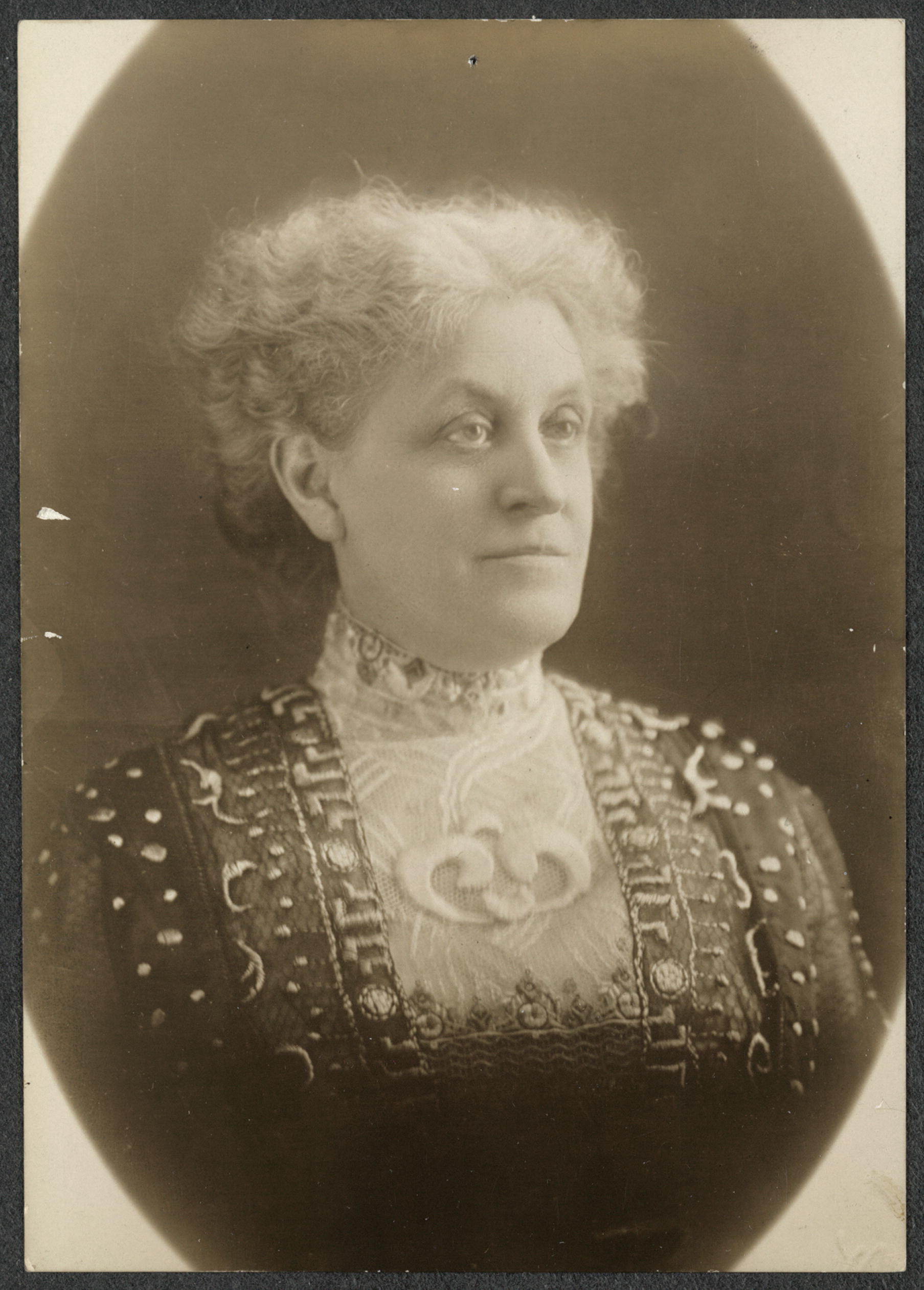
Portrait photographique en médaillon de Carrie Chapman Catt.

Jessie Daniel Ames rejoint le mouvement de la National Woman Suffrage Association lancé par Susan B. Anthony et Elizabeth Cady Stanton, bien que ses idées coïncident avec ces dernières, elle sait que si elle veut gagner l'opinion texane, connue pour sa sensibilité conservatrice, il faut trouver un mouvement plus modéré, c'est pourquoi elle préfère s'allier à Carrie Chapman Catt, présidente et fondatrice de la League of Women Voters (LWV), et fonder la section texane de la League of Women Voters, la TLWV, dont elle sera la première présidente,,.
Jessie s'étonne que les femmes afro-américaines n'aient pas accès au droit de vote, cela la conduit à enquêter sur les inégalités liées à la « race », elle découvre, entre autres, les conditions inhumaines d'incarcération des femmes afro-américaines, l'état désastreux des écoles ségréguées où les classes ont des effectifs de 90 élèves, voire plus. Elle mobilise la TLWV, pour lever des fonds pour améliorer les écoles pour les enfants afro-américains. Elle rencontre les mêmes hostilités dans sa défense des droits des Afro-Américaines que pour le droit de vote des femmes.

#### La militante des droits civiques
Le Ku Klux Klan après la Première Guerre mondiale connait un regain d'influences dans les États du sud des États-Unis, le Texas ne fait pas exception, à la Convention nationale démocrate de 1924, la délégation du Parti démocrate du Texas soutient un membre du Klan. Face à la montée des actes de terrorisme du Klan, Jessie Daniel Ames décide mener une campagne contre leurs exactions meurtrières envers les Afro-Américains et leur sympathisants blancs. Sa croisade commence par des conférences auprès du Women's Club du Mississippi. Avec beaucoup de diplomatie elle persuade son auditoire, tant et si bien qu'après son départ, des femmes ont établi une Commission interraciale. En 1924, elle devient la première femme élue secrétaire générale de la Commission on Interracial Cooperation (en)(C.I.C) du Texas, puis en 1929, elle emménage à Atlanta pour devenir la présidente nationale de la CIC Woman's Committee,,,,,.
En novembre 1930, pour répondre à la recrudescence des lynchages contre la population afro-américaine, Jessie Daniel Ames décide de fonder l'Association of Southern Women for the Prevention of Lynching (en) (ASWPL). Bien que leurs causes soient communes, l' ASWPL choisit de ne pas admettre de femmes afro-américaines, choix est lié à la composition sociologique des femmes adhérentes à l'ASWPL, ce sont majoritairement des femmes de la bourgeoisie, voire de la haute société dont les époux sont acquis aux idées conservatrices et ségrégationnistes, or l'un des buts de l'ASWPL est que les femmes poussent leurs maris à changer de regard et participent à la campagne anti-lynchage. Changement difficile à opérer car leurs époux adhéraient aux stéréotypes justifiant les lynchages notamment les tentatives supposées de viol par des Afro-Américains envers les femmes blanches. Jessie fait remarquer qu'en revanche les viols bien réels de Blancs commis sur des femmes afro-américaines sont tus. L'autre défi de l'ASWPL est également de combattre le stéréotype de la femme blanche fragile dont la vulnérabilité réclame la protection d'un homme pour préserver sa vertu et sa sécurité. En 1932, les adversaires de l'ASWPL fonde la Women's National Association for the Preservation of the White Race, association qui condamne de façon virulente Jessie Daniel Ames et l'ASWPL, l'accusant de saper les fondements de la supériorité de la race blanche et de la féminité. Tout comme Ida b. Wells l'avait constaté à la fin du XIXe siècle, malgré les rumeurs persistantes les viols ou tentatives de viols étaient des motivations très minoritaires, malgré une rhétorique dominante de la protection de l'honneur des femmes blanches, les motifs étaient bien plus sordides, jalousies, élimination d'un concurrent potentiel, accaparement d'une ferme,,,,,.
Jessie Daniel Ames et l'ASWPL sont également critiquées par des militants du Fellowship of Reconciliation (branche américaine), de la National Association for the Advancement of Colored Peoplel (NAACP) et du Congress of Racial Equality (CORE) pour ses positions jugées conservatrices, ne comprenant pas que la stratégie de Jessie Daniel Ames est de convaincre de la façon la plus large possible différentes associations de femmes à rejoindre la lutte, la dénonciation des actes de lynchages comme des actes déshonorant les femmes qui les acceptent et plus encore entachent la réputation des États-Unis dans le monde,.
En 1937, Jessie Daniel Ames déplore que « Les journaux et la société des États du Sud acceptent les lynchages, les justifient comme des actes de défense de la société. Quand ces défenseurs vont trop loin comme pour le lynchage par le feu qui s'est produit en 1937 à Winona dans le Mississippi, l’opinion publique déplore ces actes, les condamne même, mais à la fin elle ne blâme pas les lyncheurs, car si leur réaction est excessive, en revanche leurs motivations sont louables. », cette citation fait référence au Lynchage de Roosevelt Townes et Robert McDaniels (en) qui furent torturés et brûlés vifs.
En 1942, elle publie en tant que secrétaire générale de l'Association of Southern Women for the Prevention of Lynching (ASWPL), une étude sur la nature, le nombre de lynchages commis au Texas qui se termine par un projet de loi qui mette fin à l'impunité des lynchages.
Quand en 1944 le Southern Regional Council succède au C.I.C,, Jessie Daniel Ames se retire à Tryon dans la Caroline du Nord où elle milite pour la justice sociale et les droits civiques des Afro-Américains, en développant l'implication des églises dans ses combats. Elle contacte des centaines d’antennes locales de la Young Men's Christian Association (YMCA)  et la Methodist Women's Missionary Council, les deux principaux mouvements chrétiens regroupant des femmes blanches et afro-américaines. Jessie met à leur service son expérience et son savoir-faire d'oratrice. Elle sera élue super-intendante de la Conférence des églises méthodistes de la Caroline du Nord, chargée des affaires sociales,,,.

### Vie personnelle
En 1905, Jessie Daniel épouse Roger Post Ames, le couple donne naissance à trois enfants, Jessie devient veuve en 1914. Son mariage, d'après sa biographe Jacquelyn Dowd Hall (en), fut un désastre, notamment pour des incompatibilités sexuelles. Ils se séparent, Roger Post Ames part pour l'Amérique centrale exercer la médecine, pendant que Jessie Daniel Ames part vivre à chez sa sœur aînée. Échec, qui se rajoutant au rejet de son père, fait éprouver à Jessie des difficultés quant à sa féminité. Après la mort de son mari, elle a le plus grand mal à établir des relations affectives et se réfugie dans l'action publique qu'elle mène avec succès. Son expérience de personne déniée et humiliée aiguise sa compassion envers les pauvres et les personnes rejetées par la société.
En 1968, invalidée par une arthrite chronique majeure; elle est obligée d'entrer dans une maison de retraite médicalisée, à proximité de sa sœur « Lulu » où elle décède le 21 février 1972 des suites d'une pneumonie. Elle est inhumée au Odd Fellows Cemetery nommé également IOOF Cemetery (Georgetown, Texas) (en),,,.

## Archives
Les archives de Jessie Daniel Ames sont réparties dans diverses bibliothèques universitaires du Texas et aux archives de l'État du Texas et sont consultables en ligne,.

## Pour approfondir

#### Notices dans des encyclopédies et manuels de références
- (en-US) Barbara Sicherman (dir.), Harriette Walker (dir.) et Carol Hurd Green (dir.), Notable American Women : The Modern Period, Cambridge, Massachusetts, Belknap Press of Harvard University Press (réimpr. 1980, 1983, 1986, 1993) (1re éd. 1971), 773 p. (ISBN 9780674627338, lire en ligne), p. 16-18. ,
- (en-US) Alden Whitman, American Reformers: An H.W. Wilson Biographical Dictionary, H.W. Wilson Co, 1985, 935 p. (ISBN 9780824207052, lire en ligne), p. 19-21,
- (en-US) John A. Garraty (dir.) et Mark C. Carnes (dir.), American National Biography, vol. 1 : Aarons - Baird, New York, Oxford University Press, USA, 1999, 912 p. (ISBN 9780195127805, lire en ligne), p. 415-416. ,
- (en-US) Randall M. Miller (dir.) et Paul A. Cimbala (dir.), American Reform and Reformers: : A Biographical Dictionary, Westport, Connecticut, Greenwood Press, 1996, 563 p. (ISBN 9780313288395, lire en ligne), p. 15-25. ,
- (en-US) Ann Fears Crawford et Crystal Sasse Ragsdale, Texas Women: Frontier to Future, Austin, Texas, State House Press, 1998, 377 p. (ISBN 9781880510537, lire en ligne), p. 112-125
- (en-US) Anne Commire (dir.) et Deborah Klezmer (dir.), Women in World History : A Biographical Encyclopedia, vol. 1 : Aak-Azz, Waterford, Connecticut, Yorkin Publications (réimpr. 2002) (1re éd. 1999), 848 p. (ISBN 9780787640767, lire en ligne), p. 264-268,
- (en-US) Greta Anderson, More than Petticoats: Remarkable Texas Women, Guilford, Connecticut, TwoDot (réimpr. 2013) (1re éd. 2002), 119 p. (ISBN 9780762712731, lire en ligne), p. 73-84.
- (en-US) Doris Weatherford, A History of Women in the United States, volume 4, Grolier Academic Reference, 2004, 425 p. (ISBN 9780717258055, lire en ligne), p. 42,
- (en-US) The Oxford encyclopedia of women in world history, volume 1, Oxford University Press, USA, 2008, 535 p. (ISBN 9780195148909, lire en ligne), p. 100-101,

#### Essais
- (en-US) Jacquelyn Dowd Hall, Revolt Against Chivalry : Jessie Daniel Ames and the Women's Campaign Against Lynching, New York, Columbia University Press, coll. « American Studies Collection » (réimpr. 1993) (1re éd. 1979), 398 p. (ISBN 9780231082839, OCLC 760526525, lire en ligne),

#### Articles
- (en-US) Oliver C. Cox, « Lynching and the Status Quo », The Journal of Negro Education, vol. 14, no 4,‎ automne 1945, p. 576-588 (13 pages) (lire en ligne ),
- (en-US) Henry E. Barber, « The Association of Southern Women for the Prevention of Lynching, 1930-1942 », Phylon (1960-), vol. 34, no 4,‎ 4e trimestre 1973, p. 378-389 (12 pages) (lire en ligne ),
- (en-US) Jacquelyn Dowd Hall, « Second Thoughts: On Writing a Feminist Biography », Feminist Studies, vol. 13, no 1,‎ printemps 1987, p. 19-37 (19 pages) (lire en ligne ),
- (en-US) William F. Pinar, « White Women and the Campaign against Lynching : Frances Willard, Jane Addams, Jesse Daniel Ames », Counterpoints, vol. 163,‎ 2001, p. 487-554 (68 pages) (lire en ligne ),